# Mascarenococcus pandani
Mascarenococcus pandani är en insektsart som beskrevs av Mamet 1940. Mascarenococcus pandani ingår i släktet Mascarenococcus och familjen ullsköldlöss.
Artens utbredningsområde är Mauritius. Inga underarter finns listade i Catalogue of Life.